# NGC 4298
NGC 4298 је спирална галаксија у сазвежђу Береникина коса која се налази на NGC листи објеката дубоког неба.
Деклинација објекта је + 14° 36' 24" а ректасцензија 12h 21m 32,9s. Привидна величина (магнитуда) објекта NGC 4298 износи 11,4 а фотографска магнитуда 12,1. Налази се на удаљености од 16,8000 милиона парсека од Сунца. NGC 4298 је још познат и под ознакама UGC 7412, MCG 3-32-7, CGCG 99-24, IRAS 12190+1452, VCC 483, KCPG 332A, PGC 39950.